# Алтинбек
Джалал ад-Дін Алтинбе́к — малік (цар) Волзької Булгарії у 1229 і 1230—1236 роках.

## Життєпис
Син Отяка. 1229 року спадкував братові Мір-Газі. Проте невдовзі стикнувся з заколотом родича Газі-Бараджа. Декілька десятиліть досить успішно чинив опір Орді і поширенню її впливу на землі його держави. Відправив у подарунок володимирському князю Юрію Всеволодовичу мармур (використаний потім при будівництві храму Володимирської Богоматері) і попросив допомоги проти Орди, підкреслюючи, що вона становить загрозу і для Великого князівства Руського. Юрій однак відповів невдячністю, направивши у Булгарію десятитисячне військо, яке замість допомоги прийнялося грабувати булгарські землі і громадян. Це стало по суті однією з причин того, що Волзька Булгарія увійшла до складу Ординського царства і її громадяни з часом взяли участь у падінні і розграбуванні Великого князівства Руського.